# Qualifications du tournoi féminin de hockey sur gazon aux Jeux CAC de 2023
Navigation
2018 2026
Les Qualifications du tournoi féminin de hockey sur gazon aux CAC de 2023 sont l'étape qualificative pour les Jeux d'Amérique centrale et des Caraïbes de 2023. Il se déroulera du 13 au 17 avril 2022.
Les deux premières équipes se qualifieront pour les Jeux d'Amérique centrale et des Caraïbes de 2023.

## Équipes qualifiées
Au total, trois équipes se sont affrontées pour deux places:
- Bermudes
- Porto Rico
- Jamaïque
- Guyana

## Résultats

### Poule
| Rang | Équipe     | J | V | N | P | BP | BC | Diff | Pts | Qualification |
| ---- | ---------- | - | - | - | - | -- | -- | ---- | --- | ------------- |
| 1    | Bermudes   | 3 | 2 | 1 | 0 | 3  | 1  | +2   | 7   | Jeux CAC 2023 |
| 2    | Porto Rico | 3 | 1 | 2 | 0 | 2  | 1  | +1   | 5   | Jeux CAC 2023 |
| 3    | Jamaïque   | 3 | 1 | 1 | 1 | 3  | 3  | 0    | 4   |               |
| 4    | Guyana     | 3 | 0 | 0 | 3 | 0  | 3  | -3   | 0   |               |

Source: FIH
En cas d'égalité de points de plusieurs équipes à l'issue des matchs de poule, les critères suivants sont appliqués dans l'ordre indiqué pour établir leur classement:
1. Points de chaque équipe,
2. Matchs gagnés,
3. Différence de buts,
4. Buts pour,
5. Plus grand nombre de points obtenus dans les matchs de poule disputés entre les équipes concernées,
6. Buts marqués en plein jeu.

### Matches
| Match 1             | (49) Porto Rico | 1 - 0   | Guyana (66) |                                          |                                          |
| 14 avril 2022 14h00 | Freaney 48e     | (0 - 0) |             | Arbitrage : Morgan Ames Allison Mikelson | Arbitrage : Morgan Ames Allison Mikelson |
| 14 avril 2022 14h00 | Rapport         |         |             | Arbitrage : Morgan Ames Allison Mikelson | Arbitrage : Morgan Ames Allison Mikelson |

| Match 2             | (73) Bermudes            | 2 - 1   | Jamaïque (63) |                                        |                                        |
| 14 avril 2022 16h00 | Harris 48e · Palacio 51e | (0 - 0) | 37e Elliott   | Arbitrage : Lance Sarabia Devin Hooper | Arbitrage : Lance Sarabia Devin Hooper |
| 14 avril 2022 16h00 | Rapport                  |         |               | Arbitrage : Lance Sarabia Devin Hooper | Arbitrage : Lance Sarabia Devin Hooper |

| Match 3             | (42) Porto Rico | 1 - 1   | Jamaïque (71) |                                           |                                           |
| 16 avril 2022 14h00 | Freaney 32e     | (0 - 0) | 45e Elliott   | Arbitrage : Allison Mikelson Devin Hooper | Arbitrage : Allison Mikelson Devin Hooper |
| 16 avril 2022 14h00 | Rapport         |         |               | Arbitrage : Allison Mikelson Devin Hooper | Arbitrage : Allison Mikelson Devin Hooper |

| Match 4             | (65) Bermudes | 1 - 0   | Guyana (73) |                                       |                                       |
| 16 avril 2022 16h00 | Towlson 60e   | (0 - 0) |             | Arbitrage : Morgan Ames Lance Sarabia | Arbitrage : Morgan Ames Lance Sarabia |
| 16 avril 2022 16h00 | Rapport       |         |             | Arbitrage : Morgan Ames Lance Sarabia | Arbitrage : Morgan Ames Lance Sarabia |

| Match 5             | (70) Jamaïque | 1 - 0   | Guyana (73) |                                          |                                          |
| 17 avril 2022 13h00 | Witter 54e    | (0 - 0) |             | Arbitrage : Morgan Ames Allison Mikelson | Arbitrage : Morgan Ames Allison Mikelson |
| 17 avril 2022 13h00 | Rapport       |         |             | Arbitrage : Morgan Ames Allison Mikelson | Arbitrage : Morgan Ames Allison Mikelson |

| Match 6             | (56) Bermudes | 0 - 0   | Porto Rico (44) |                                      |                                      |
| 17 avril 2022 15h00 |               | (0 - 0) |                 | Arbitrage : Shane Lewis Devin Hooper | Arbitrage : Shane Lewis Devin Hooper |
| 17 avril 2022 15h00 | Rapport       |         |                 | Arbitrage : Shane Lewis Devin Hooper | Arbitrage : Shane Lewis Devin Hooper |